# Fernanda Santos
Fernanda Santos (nascida em 1973) é uma escritora brasileira-americana, professora de jornalismo e colunista colaboradora do jornal The Washington Post que vive em Nova Iorque. Em abril de 2024, ela foi contratada como editora executiva do site de notícias The 19th.
Ela é uma das três escritoras do musical ¡Americano!, que estreou na Broadway na primavera de 2022. Seu primeiro livro, “The Fire Line: The Story of the Granite Mountain Hotshots”, ganhou o prêmio Western Writers of America 2017 Spur Award de Best First Non-Fiction Book e foi uma das duas finalistas na categoria Contemporary Non-Fiction.

## Biografia
Santos nasceu no Brasil e emigrou para os Estados Unidos aos 24 anos de idade. Ela fez mestrado em jornalismo na Universidade de Boston. Seu marido, Mike Saucier, morreu de câncer de pâncreas em 1º de novembro de 2017, aos 46 anos de idade. Ela tem uma filha que se chama Flora.

## Carreira
Santos escreveu em inglês e português para jornais e revistas nos Estados Unidos e no Brasil. Ela foi a primeira brasileira a trabalhar como redatora da equipe do The New York Times, onde trabalhou por 12 anos, e recentemente trabalha como chefe do escritório de Phoenix. Ela se juntou ao corpo docente da Walter Cronkite School of Journalism and Mass Communication da Arizona State University em 16 de agosto de 2017 como professora de “prática” da Southwest Borderlands Initiative. Ela é membro do conselho da Arizona Latino Media Association e da The Sauce Foundation, uma 501c(3) criada em memória de seu esposo para arrecadar dinheiro para pesquisas sobre câncer de pâncreas e bolsas de estudo de jornalismo para estudantes universitários de primeira geração. Em sua palestra TEDx, “Hot Shot Teamwork”, ela fala sobre a natureza das equipes e a ilusão de trabalhar sozinho.[carece de fontes?] Ela faz parte da equipe criativa por trás de !Americano!, um musical baseado na história real de um imigrante  sem registro do Arizona que será apresentado no Phoenix Theater em janeiro de 2020.
Santos continua a escrever para várias publicações nos Estados Unidos e no exterior. Ela escreveu um ensaio sobre o significado da cidadania para a Guernica Magazine e escreveu uma coluna para o Animal Politico, do México, sobre o treinamento de jornalistas na cidade fronteiriça mexicana de Ciudad Juárez para que façam reportagens mais justas sobre a crise migratória. Após o tiroteio em massa em El Paso, Texas, em agosto de 2019, ela escreveu um artigo de opinião para o The New York Times detalhando por que não se sente mais segura nos Estados Unidos, um dos vários artigos de opinião que escreveu para o The Times. Em fevereiro de 2021, ela foi nomeada colunista de opiniões colaboradora do The Washington Post para “fornecer comentários sobre questões que vão desde a imigração até a política do sudoeste e muito mais”, de acordo com o anúncio. Ela ganhou o prêmio Sigma Delta Chi da Sociedade de Jornalistas Profissionais por excelência geral em redação de colunas em 2021.

### Livro
O livro de Santos, The Fire Line, conta a história de 19 bombeiros mortos no incêndio de Yarnell Hill em 30 de junho de 2013, todos eles membros da mesma equipe, a Granite Mountain Hotshots. Foi a maior tragédia, em que mais bombeiros faleceram desde os ataques de 11 de setembro e a maior perda de bombeiros florestais em quase um século. O livro baseia-se em sua cobertura do incêndio para o The New York Times. Ele foi publicado pela Flatiron Books em 2016. A Associated Press o chamou de “uma narrativa instigante e comovente”. A People Magazine disse que o livro “o manterá na ponta da cadeira e partirá seu coração.” O livro não tem relação com o filme “Only the Brave”, a adaptação de Hollywood do incêndio mortal. Um dos atores principais do filme, James Badge Dale, que interpretou o capitão Jesse Steed, disse em entrevistas que foram as histórias de Santos que o inspiraram a participar do filme. Em sua crítica do filme, Richard Brody, da The New Yorker, destaca a natureza “amarga, mais complicada e mais política” da disputa entre os bombeiros e seu empregador, a cidade de Prescott, Arizona, detalhada por Santos, mas não mencionada no filme.